# حسن‌آباد سرکوه ضرون
حسن‌آباد سرکوه ضرون روستایی در دهستان کوه دشت شمالی بخش مرکزی شهرستان کوهدشت استان لرستان ایران است.

## جمعیت
بر پایه سرشماری عمومی نفوس و مسکن در سال ۱۳۹۵ جمعیت این روستا ۴۹ نفر (۱۳خانوار) بوده‌است.